# Murshidabad
Murshidabad (Pron: mʊəʃɪdəˌbɑ: d / bæd ou mɜ: ʃɪdəˌ ; bengali : মুর্শিদাবাদ ; ourdou : مرشد آباد) est une ville et une municipalité du district de Murshidabad, dans l'État indien du Bengale-Occidental.  
Murshidabad a été pendant un certain temps la capitale moghole de la région du Bengale et est située sur la rive est de la rivière Hooghly, un défluent du Gange. 

## Géographie

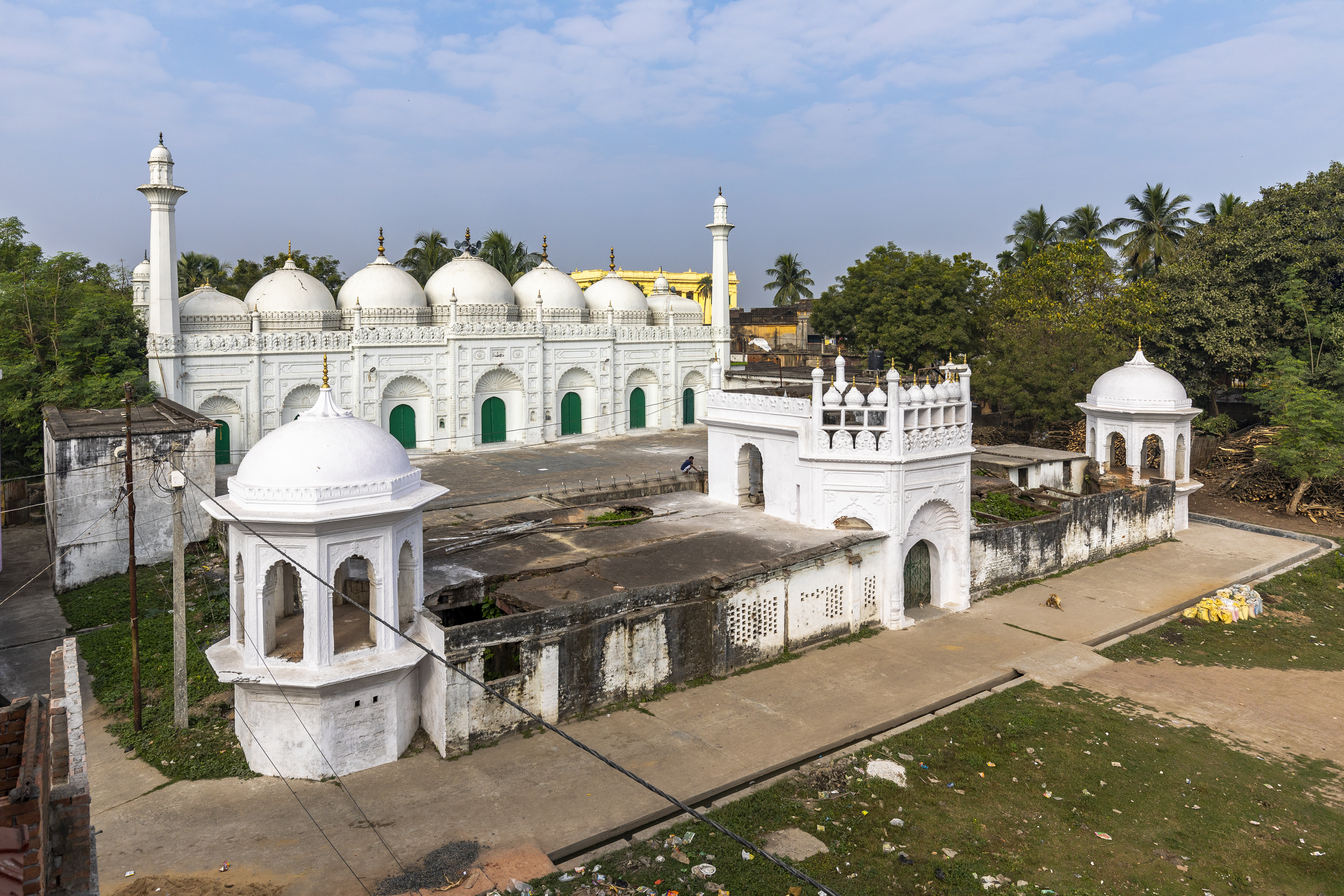
La mosquée Chawk Masjid à Murshidabad. Novembre 2018.

Le district de Murshidabad, d'une superficie de 5 550 km2, est divisé en deux parties presque égales par le Bhagirathi, l'ancien lit du Gange. 
Le tronçon situé à l'ouest, appelé Rarh, est constitué d'argile dure et de calcaire nodulaire. Le niveau général est élevé, mais entrecoupé de marais et de torrents de collines. 
Le Bagri, ou moitié orientale, appartient aux plaines alluviales du Bengale oriental. Il y a peu de marais permanents, mais toute la région est basse et exposée à des inondations annuelles. Dans le nord-ouest se trouvent quelques petites buttes isolées, dites de formation basaltique.
La ville de Murshidabad est située sur la rive gauche de la rivière Hooghly, principal défluent du Gange.

## Histoire
Murshidabad était une ville et un district de l'Empire des Indes britanniques, sous la présidence du Bengale. À l'époque moghole, c'était la capitale du Bengale.  

## Économie
La ville est aujourd'hui un centre pour l'agriculture, l'artisanat et la sériciculture. La célèbre soie de Murshidabad, très demandée pour la fabrication de saris et de foulards, est produite ici. Le tourisme est également un secteur sur lequel les collectivités territoriales investissent, motivés à mettre en valeur les atouts patrimoniaux de la commune. Murshidabad comportant de nombreux monuments (anciens palais, résidences de nobles et de notables, lieux de culte, parcs, etc.) hérités de la période moghole et de la nababie de Murshidabad. 

## Résidents notables

### Nawabs
Murshidabad a abrité les nawabs :
- Murshid Kuli Khan ;
- Najabat Ali Khan ;
- Iskander Mirza ;
- Siradj al-Dawla.

### Littérature
- Manish Ghatak.
- Mahasweta Devi .
- Rakhaldas Bandyopadhyay.
- Sarat Chandra Pandit.
- Ramendra Sundar Tribedi.
- Syed Mustafa Siraj.
- Arup Chandra.
- Govindadasa.
- Abul Bashar.
- Nabarun Bhattacharya.
- Nirupama Devi.

### Musique, peinture et arts de la scène
- Shreya Ghoshal .
- Arijit Singh.
- Mir Afsar Ali.
- Amiya Kumar Bagchi
- Abul Hayat
- Farida Yasmin
- Tapan Sinha
- Basu Bhattacharya

### Combattants de la liberté
- Abul Barkat

### Sportifs
- Karuna Bhattacharya

### Religieux
- Raja Râm Mohan Roy